# Isole Marieta

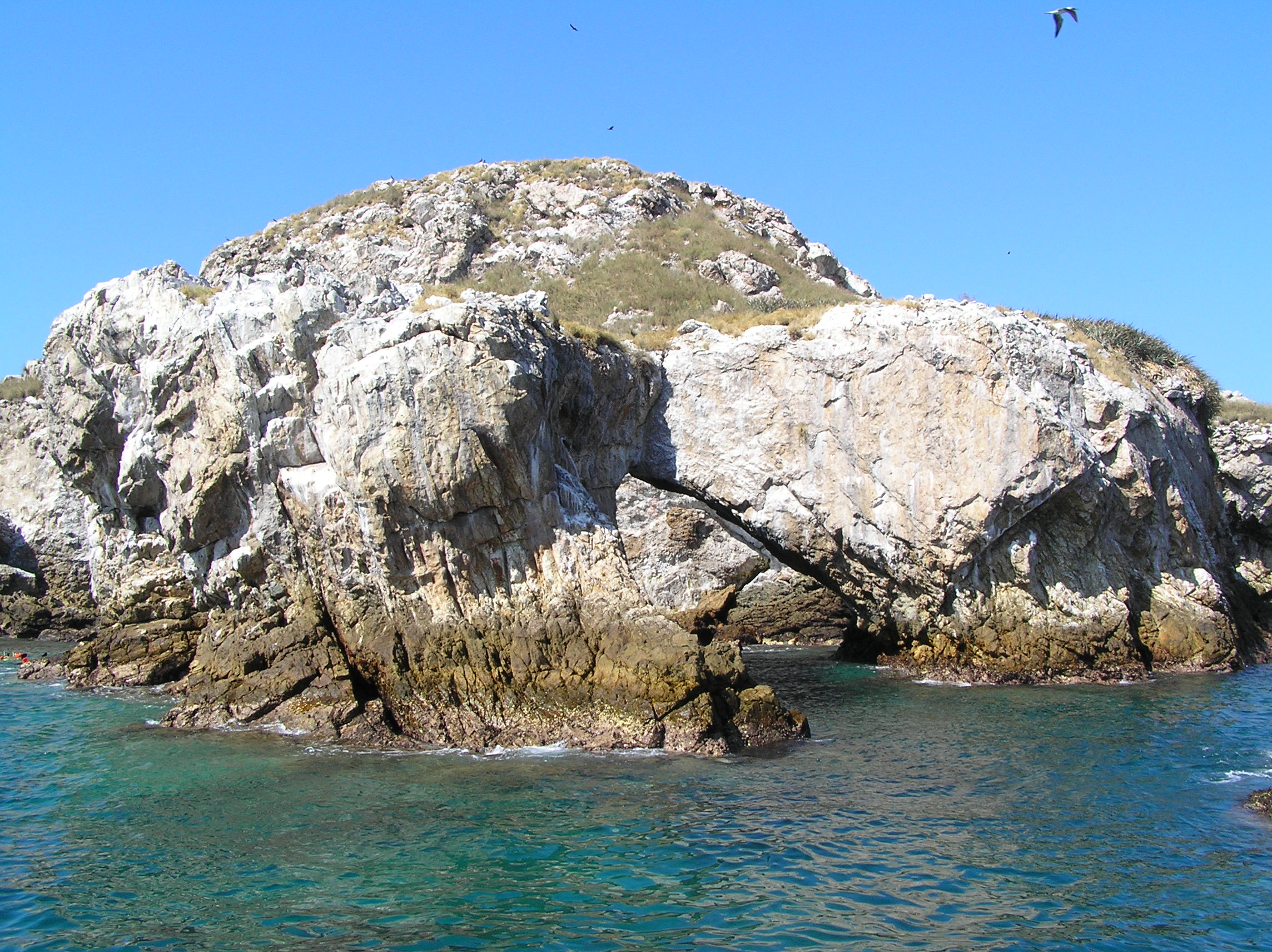
Una delle isole

Le Isole Marieta (in Spagnolo: Islas Marietas) sono un gruppo di piccole isole inabitate a pochi chilometri dalle coste di Nayarit, in Messico. Sono molto conosciute tra le mete più turistiche a causa di una ricca fauna marina, che grazie al governo messicano è libera e protetta da pescatori e cacciatori.

## Storia
Le isole Marieta sono state originariamente formate da antiche attività vulcaniche e sono completamente inabitate. Le isole si trovano a circa un'ora di navigazione dalla riva Nord-Ovest della costa di Puerto Vallarta ed sono visitate ogni giorno da centinaia di turisti, tuttavia nessuno può legalmente mettere piede sulle isole. Nei primi del '900, il governo Messicano condusse dei test militari sulle isole perché nessuno viveva lì. Le esplosioni delle bombe che furono piazzate nelle isole, causarono e crearono meravigliose caverne e formazioni rocciose.
Dopo le numerose proteste internazionali, iniziate verso la fine degli anni '60 dallo scienziato Jacques Cousteau, il governo alla fine decise di classificare le isole come parco nazionale, quindi protette contro la pesca, caccia o attività umana.

## Turismo
La tutela dal governo Messicano è stata creata per contribuire allo sviluppo dell'ecosistema marino, famoso anche per lo Snorkeling e le immersioni.
La gente spesso vede tartarughe marine, le mante, i polpi, i delfini, le balene gobbe e centinaia di specie di pesci tropicali intorno alle isole.
Le isole sono anche l'habitat di molti uccelli, come le Sula. Al momento il governo messicano permette solo a poche compagnie turistiche di avvicinarsi alle isole per tour guidati, per tentare di conservare questo ambiente il più possibile.